# Interim van Augsburg

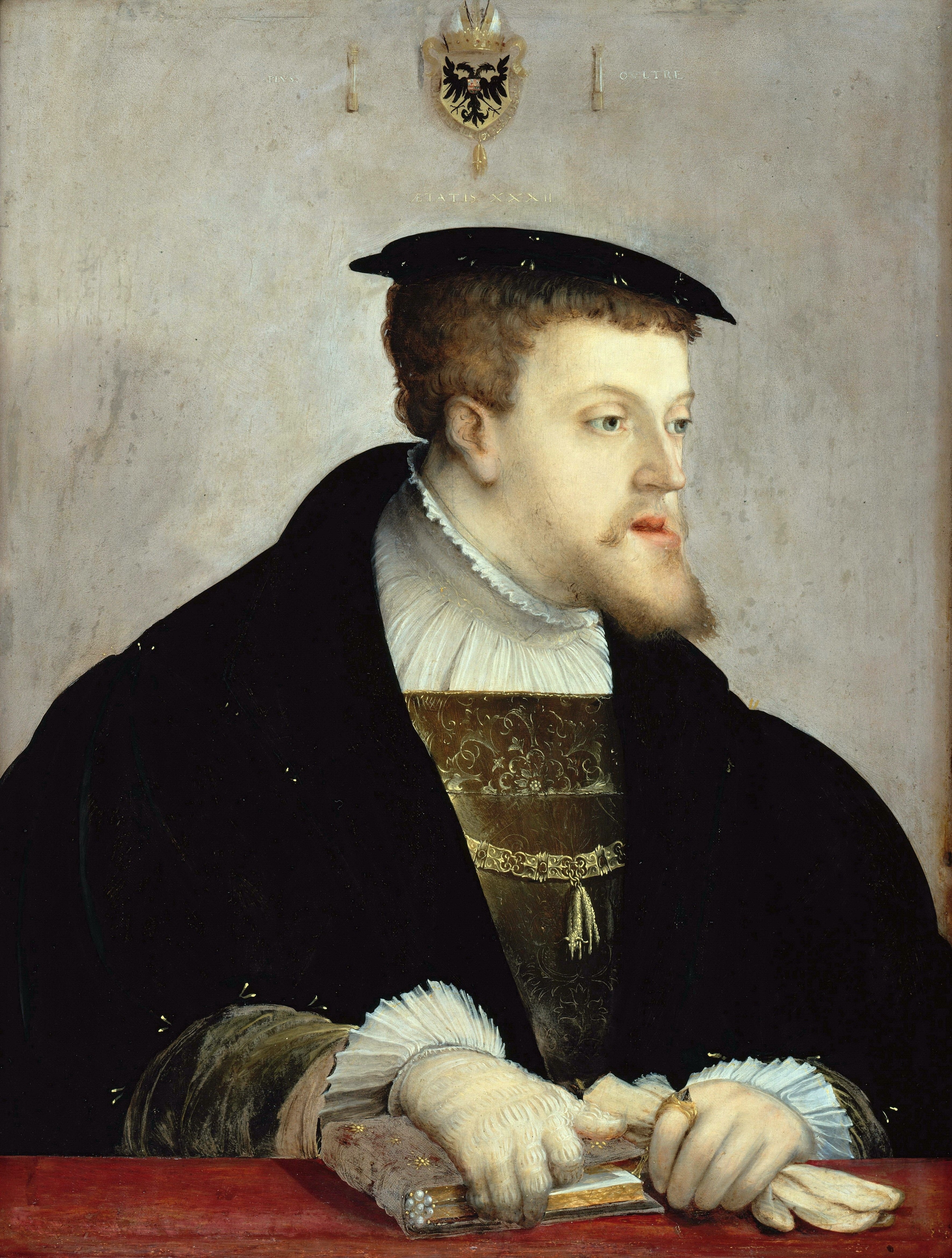
Karel V

Het Interim van Augsburg was een keizerlijk decreet van  15 mei 1548, uitgevaardigd op de Rijksdag van  Augsburg, nadat keizer Karel V de troepen van het Schmalkaldisch Verbond verslagen had in de Schmalkaldische Oorlog van 1546 tot 1547.
Alhoewel het de protestanten opdroeg om het traditionele katholiek geloof en de katholieke gebruiken opnieuw te aanvaarden, zoals de zeven sacramenten, gaf het de protestantse geestelijken wel de toelating om te huwen en de leken om de communie in beide gedaanten te ontvangen. Het decreet, dat een mengeling was van verschillende belijdenissen, draaide uit op een fiasco. Keizer Karel V trachtte het decreet op te leggen, maar slaagde daarin alleen in de gebieden waarover hij militaire controle uitoefende, zoals Württemberg en een aantal keizerlijke steden in het zuiden van Duitsland. Er was veel politieke tegenstand tegen het decreet. Vele katholieke vorsten aanvaardden het decreet niet omdat zij bevreesd waren voor de groeiende macht van de keizer. De paus weigerde het decreet meer dan een jaar lang te aanvaarden, omdat hij er een aantasting in zag van zijn eigen gezag. Maurits van Saksen werkte een compromis uit dat leidde tot het Interim van Leipzig, maar dit werd nooit bekrachtigd.
Ook de protestantse vorsten verwierpen het decreet. Als gevolg van het decreet vluchtten vele protestantse leiders, zoals Martin Bucer, naar Engeland, waar zij de Engelse Reformatie beïnvloedden. 
De tekst was voorlopig in afwachting van het Concilie van Trente.